# 陈福利
陈福利（1968年11月—），山东邹城人，汉族，中国共产党党员。中华人民共和国政治人物、第十三届、十四届全国人民代表大会河北地区代表。

## 生平
2018年2月24日，当选为第十三届全国人大代表。2023年3月，当选为全國人民代表大會農業與農村委員會委員。2023年9月1日，任第十四届全国人民代表大会常务委员会副秘书长。